# Essener FV 1912
Der Essener FV 1912 (offiziell: Essener Fußballverein 1912 e. V.) war ein Sportverein aus Essen. Die erste Fußballmannschaft nahm einmal am DFB-Pokal teil.

## Geschichte
Im Jahre 1903 wurde der Turnverein Segeroth gegründet. Dieser richtete im Jahre 1912 eine Fußballabteilung ein, die im Jahre 1921 im Rahmen der Reinlichen Scheidung als Essener FV 1912 eigenständig wurde. Sportlich kam die Mannschaft vor dem Zweiten Weltkrieg nicht über die dritthöchste Spielklasse hinaus. Nach Kriegsende gehörten die Essener 1946 zu den Gründungsmitgliedern der Ruhrbezirksklasse, aus der sie 1948 absteigen mussten. Nach dem direkten Wiederaufstieg wurden die Essener 1950 Vierter, bevor die Mannschaft 1953 erneut in die Kreisklasse runter musste. Der Wiederaufstieg gelang erst 1963.
Im Jahre 1971 qualifizierten sich die Essener für den DFB-Pokal und trafen in der ersten Runde auf den 1. FC Köln. In jener Saison wurden die Spiele erstmals in Hin- und Rückspielen ausgetragen. Das Hinspiel auf eigenem Platz verloren die Essener mit 1:9, während die Kölner das Rückspiel mit 5:0 für sich entscheiden konnten. Am Saisonende schaffte die Mannschaft den Aufstieg in die Landesliga Niederrhein, wo die Essener in der Saison 1972/73 den Durchmarsch in die Verbandsliga Niederrhein, der seinerzeit höchsten Amateurliga, schafften. Als abgeschlagener Tabellenletzter folgte der direkte Wiederabstieg und schon in der folgenden Spielzeit 1974/75 wurde der Essener FV wieder in die Bezirksklasse durchgereicht. Sportlich kam der Verein nicht mehr über untere Spielklassen hinaus und schloss sich im Jahre 1998 dem im Jahre 1965 von griechischen Einwanderern gegründeten FC Saloniki Essen an.